# Pseudopalmulida
Pseudopalmulida es un orden de foraminíferos (Clase Foraminiferea, o Foraminifera), cuyos taxones han sido tradicionalmente incluidos en el suborden Fusulinina del orden Foraminiferida, o bien en el orden Fusulinida de la clase Foraminifera. Su rango cronoestratigráfico abarca desde el Eifeliense (Devónico medio) hasta el Frasniense (Devónico superior).

## Discusión
Clasificaciones más recientes hubiesen incluido Pseudopalmulida en la subclase Afusulinana de la clase Fusulinata. El Orden Pseudopalmulida fue sugerido para agrupar a los fusulínidos con concha multilocular cuyo apogeo ocurrió en el Devónico medio y superior. Normalmente es considerado un sinónimo posterior del orden Earlandiida.

## Clasificación
Pseudopalmulida incluía a las siguientes superfamilias:
- Superfamilia Pseudopalmuloidea, considerado sinónimo posterior de Semitextularioidea
- Superfamilia Nanicelloidea, considerado sinónimo posterior de Loeblichioidea